# 悲しい悲しい物語
『悲しい悲しい物語』（かなしいかなしいものがたり、原題：Blue Cat Blues, 1956年11月16日）は『トムとジェリー』の作品のひとつ。

## 概要
本作は普段の『トムとジェリー』のようなコメディーとは違い、明朗快活でコミカルなドタバタ劇やオチが見られない完全なる悲劇として描かれている。作中で失恋を味わうトムの背景には経済的格差、借金、自殺などシビアなテーマが敷かれている。この作品でトムとジェリーの2人は一切喧嘩をせず、ジェリーは破産の一途を辿る彼を支えつつ哀れむ親友として描かれる。

## スタッフ
- 製作・監督 - ウィリアム・ハンナ、ジョセフ・バーベラ
- 作画 - ケネス・ミューズ、エド・バージ、アーヴン・スペンス、ルイス・マーシャル
- レイアウト - ディック・ビッケンバック
- 背景 - ロバート・ジェントル
- 音楽 - スコット・ブラッドリー

## 作品内容
鉄橋の線路上にて、トムは絶望の表情で座り込み鉄道自殺を図ろうとしていた。その姿を上から哀れそうに眺めていたジェリーは、死に逝く親友を可哀想に思いつつも引き止める事もなく諦めの色を浮かべていた。「もうすぐ何もかも終わって楽になれる。彼女に出会って以来、トムはやっと幸せになれるんだ」。
そしてジェリーはトムが自殺へ至った今日までの経緯を徐に語りだす。
その日、仲良くジュースを飲み合っていたトムとジェリーの目の前に、1匹の白い綺麗な雌ネコが現れた。彼女の容姿端麗な姿を見たトムは一目惚れしてしまい、頭が吹っ飛ぶほど変わってしまった。彼女の魅力に引き寄せられるトムをジェリーは必死で止めたが、既に手遅れだった。
それ以来トムは雌ネコの虜になり彼女の良い様にされてしまった。それでも「あんなに幸せそうなトムは見たことがない」とジェリーに言わしめるほどであった。
しかし、そんなトムの前に恋のライバルである金持ちネコのブッチが出現。ブッチも雌ネコに一目惚れし、トムから強引に彼女を奪った。
ライバルの出現にトムは燃えた。勝ち目のない恋愛をジェリーは必死に止めようとするも、トムは全く聞き入れなかった。トムはプレゼントで雌ネコの気を惹こうとするが、ブッチから贈られた豪華なプレゼントには全く及ばない。ついには全財産を費しアリより小さなダイヤの指輪を買う。ところが雌ネコはブッチから、虚しく光るダイヤとは比べ物にならないほどの大きさと輝きを放つ指輪を贈られていた。
プレゼント作戦は尽く失敗に終わるが、トムはそれでも諦めない。貯金の次に人生を擲つ勢いで車の購入を決断する。「312か月払い」「利率112%」「担保は自らの手足」「奴隷制に20年従事」などあらゆる契約にサインをし、ようやく手に入れたのは今にも壊れそうな中古車。しかし、それもブッチの操る高級オープンカーにトムごと轢き潰される。こうして彼女は益々ブッチ一筋になっていった。
努力が全て徒労に終わり、すっかり変わり果てたトムは「ミルク浸り」の日々を過ごす。ジェリーはそんなトムを放っておけるはずもなく支え続けていた。そんな時、2匹を尻目にオープンカーに乗ったブッチと雌ネコが通り過ぎていった。彼らは結婚したのである。
すべてを語り終えたジェリーはトムを憐れみつつも「誰もが僕みたいに彼女がいるわけじゃない」と恋人の写真を眺めて物思いに耽っていた。自身には心から愛す恋人がいるから平気だと思っていたが、突然目の前を通り過ぎた小さい車には、ジェリーの恋人と灰色の雄ネズミが。彼女も別のネズミと結婚してしまったのだ。
恋に敗れたみじめなケモノが二匹、仲良く並んで列車を、そして死を待つ姿がそこにあった。迫り来る列車の汽笛とジョイント音が大きくなるところで、物語は幕を閉じる。

## 登場キャラクター
トム
声 - 八代駿（TBS版）、肝付兼太（DVD・VHS版）
ある日、通りかかった雌ネコに恋をする。彼女を振り向かせたい一心で自身の全てを犠牲にするが、報われない恋に終わり自殺を決意する。
ジェリー
声 - ポール・フリーズ（原語版）、藤田淑子（TBS版）、堀絢子（DVD・VHS版）
この話ではジェリーによるナレーターに乗せて話が進められる。事の顛末を語り終えた後「トムには悪いけど自分には彼女がいる」と慢心するも、ジェリー自身も彼女を別のネズミに奪われ、最後はトムと仲良く並んで死を待つ。
ブッチ
普段は貧しい野良猫やトムの悪友として登場することが多いが、今作では金持ちとして登場する。財力に物を言わせ雌ネコを夢中にさせ、最終的に彼女と結婚する。
雌ネコ
白い雌ネコ。彼女との出会いがトムを変えてしまった。しかし、最終的にはブッチと結婚してしまう。
トゥーツ
白い雌ネズミ。ジェリーが恋い焦がれるガールフレンドであるが、詳細や経緯は一切不明であるものの別のネズミと結婚してしまった。
別のネズミ
トゥーツと結婚してしまった。帽子を被っている以外はタフィーに似ているが、この作品のみ登場する。

## 備考
自殺、アルコール依存、うつ病を仄めかす内容の作品であるため、カートゥーンネットワークで放映されることは殆ど無いとされる(00年代後半時点では放送確認)。一部の国では放映が禁止されている。